# Cafetã

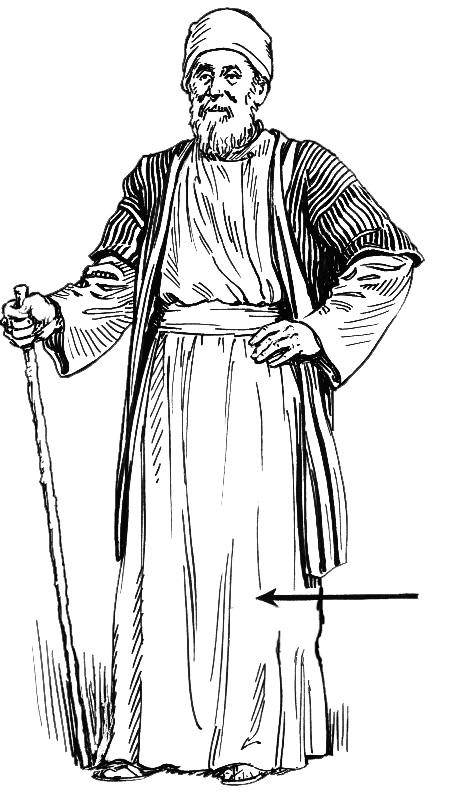
Homem vestindo um cafetã

Cafetã (português brasileiro) ou Cafetão (português europeu) (em persa: خفتان; romaniz.: kaftan) é uma túnica longa utilizada pelos árabes e turcos, bem como por muçulmanos e judeus.